# 霜山朋久
霜山 朋久（しもやま ともひさ、1978年3月25日 - ）は、日本の男性アニメーター、アニメ監督。東京都出身。
映画『クレヨンしんちゃん』『ドラえもん』のほか、原恵一、湯浅政明、細田守、今敏、片渕須直、など日本を代表するアニメーション監督の作品に原画として参加。その後、『鋼の錬金術師 嘆きの丘の聖なる星』、『スペース☆ダンディ』、『夜は短し歩けよ乙女』、『DEVILMAN crybaby』などの作画監督・演出を務め、『テイルズ オブ ザ レイズ/ミラージュ プリズン編』ではオープニングムービーの監督・絵コンテ・演出・原画を担当した。また『SUPER SHIRO』をチーフディレクターとキャラクターデザインを務めていた。

## 参加作品

### テレビアニメ
1998年
- 新世紀GPXサイバーフォーミュラSIN（動画）

1999年
- ベターマン（動画）

2000年
- アルジェントソーマ（原画）

2001年
- 機動天使エンジェリックレイヤー（原画）
- 激闘!クラッシュギアTURBO（原画）
- 爆転シュート ベイブレード（原画）

2002年
- 超重神グラヴィオン（原画）
- ぴたテン（原画）
- ちょびっツ（原画）
- プリンセスチュチュ（原画）
- ギャラクシーエンジェルA（原画）
- NARUTO -ナルト-（原画）
- アクエリアンエイジ Sign for Evolution（原画）
- Witch Hunter ROBIN（原画）
- 円盤皇女ワるきゅーレ（原画）
- 十二国記（原画）
- あずまんが大王 THE ANIMATION（原画）
- 天使な小生意気（原画）
- 天地無用!GXP（原画）
- ナースウィッチ小麦ちゃんマジカルて（原画）
- 魔王ダンテ（原画）

2003年
- 君が望む永遠（原画）
- GAD GUARD（原画）
- ポポロクロイス（原画）
- グリーングリーン（原画）
- わがまま☆フェアリー ミルモでポン! ごおるでん（原画）
- デ・ジ・キャラットにょ（原画）
- TEXHNOLYZE（原画）
- 鋼の錬金術師（原画）
- 高橋留美子劇場 人魚の森（原画）

2004年
- ローゼンメイデン（原画）
- この醜くも美しい世界（原画）
- 恋風（原画）
- 妄想代理人（原画）
- ギャラクシーエンジェルX（原画）
- 月詠 -MOON PHASE-（原画）
- わがまま☆フェアリー ミルモでポン! わんだほう（原画）
- BECK（原画）
- 十兵衛ちゃん2 -シベリア柳生の逆襲-（原画）
- 砂ぼうず（原画）

2005年
- ローゼンメイデン トロイメント（原画）
- 撲殺天使ドクロちゃん（原画）
- ARIA The ANIMATION（作画監督、作画監督協力、原画）
- ガン×ソード（原画）
- まじめにふまじめ かいけつゾロリ（原画）
- いちご100%（原画）

2006年
- ARIA The NATURAL（原画）
- BLACK LAGOON（原画）
- 姫様ご用心（原画）
- 家庭教師ヒットマンREBORN!（原画）

2007年
- sola（原画）

2008年
- 亡念のザムド（原画、ED原画）
- ドラえもん（原画）

2013年
- LINE TOWN（OP原画）
- 銀の匙 Silver Spoon（原画）

2014年
- スペース☆ダンディ（宇宙人デザイン、作画監督、原画、第二原画）

2015年
- クレヨンしんちゃん（原画）
- ランス・アンド・マスクス（原画）

2016年
- 赤髪の白雪姫（作画監督、原画）

2020年
- 映像研には手を出すな!（原画）

2022年
- ユーレイデコ（監督）

2024年
- らんま1/2 (2024)（絵コンテ）

2025年
- SANDA（監督）

### 劇場アニメ
2005年
- 劇場版デュエル・マスターズ 闇の城の魔龍凰（原画）

2006年
- 劇場版 NARUTO -ナルト- 大興奮!みかづき島のアニマル騒動だってばよ（原画）
- クレヨンしんちゃん 伝説を呼ぶ 踊れ!アミーゴ!（原画）

2007年
- 映画ドラえもん のび太の新魔界大冒険 〜7人の魔法使い〜（原画）
- クレヨンしんちゃん 嵐を呼ぶ 歌うケツだけ爆弾!（原画）
- ピアノの森（原画）
- 河童のクゥと夏休み（原画）

2008年
- ドラえもん のび太と緑の巨人伝（原画）

2009年
- サマーウォーズ（原画）

2010年
- カラフル（原画）

2011年
- 鋼の錬金術師　嘆きの丘の聖なる星（原画）

2012年
- 伏 鉄砲娘の捕物帳（原画）

2013年
- ドラえもん　のび太のひみつ道具博物館（原画）
- ハル-HAL-（原画）

2015年
- 百日紅～Miss HOKUSAI～（原画）
- 屍者の帝国（原画）

2017年
- 夜は短し歩けよ乙女（作画監督、原画）

2019年
- バースデー・ワンダーランド（作画監督、原画）
- きみと、波にのれたら（第二原画）

### Webアニメ
- DEVILMAN crybaby（サブキャラクターデザイン、絵コンテ、演出、作画監督、原画、第二原画）
- SUPER SHIRO（チーフディレクター、キャラクターデザイン、絵コンテ、演出、原画）

### ゲーム
- テイルズ オブ ザ レイズ（OP監督、絵コンテ、演出、原画）